# 鍛造

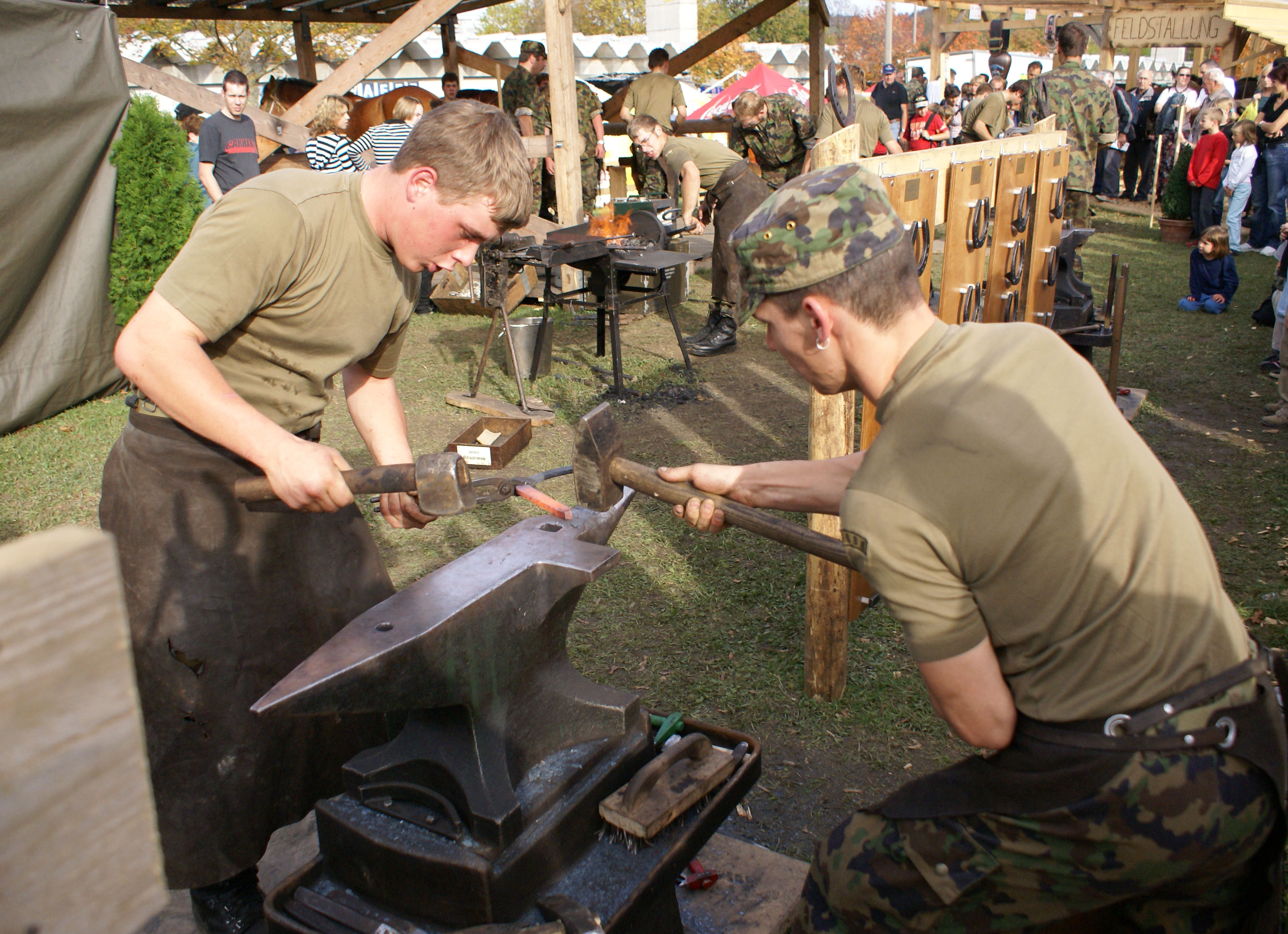
鍛造

鍛造(Forging)，是金屬壓力加工方法之一。指利用壓力改變金屬原料形狀，以獲得具有一定機械性能、一定形狀和尺寸的鍛件的一種加工工學。 鍛造是一種利用局部壓縮力對金屬進行成型的製造加工。
機械式鍛造，高速精密溫、熱模鍛機一使用精密模具開發及複動化鍛造製程技術，可以一次鍛造成型達到淨成型鍛造，使銅鍛件成形後，僅需少量加工或不再加工，並具有精確的外形、高的尺寸精度、形位精度和好的表面粗糙度的高優質鍛件。達到高效率、縮短開發時程及省料省成本之目標。
鍛造通常根據其進行的溫度進行分類：冷鍛造（一種冷加工）或熱鍛造（一種熱加工）。對於後兩者，金屬被加熱，通常是在鍛造中。鍛造零件的重量可以從不到一公斤到數百公噸不等。鍛造已經由鐵匠完成了幾千年；傳統產品有廚具、五金、手工工具、邊緣武器、銅鼓和珠寶。自工業革命以來，鍛造部件被廣泛用於需要高強度的機械；這類鍛件通常需要進一步加工來實現成品。如今，鍛造是一個重要的世界性產業。也是鍛造其中之一

## 分類
根據加工時工件的温度，可將鍛造分為：熱鍛（再結晶(recrystallization)溫度以上）；溫鍛（再結晶溫度～再結晶溫度的30%）；冷鍛（再結晶溫度的30%以下，一般是室温）。常把坯料加熱後，用手錘、鍛錘或壓力機等錘擊或加壓，使它發生塑性變形，成為一定形狀和尺寸的工件，所得的工件稱為鍛件，鍛造能改變金屬組織、提高其機械性能，因此在機械製造中常用來製造承受較大動載荷的零件。
- 按成型用的工具，分為自由鍛與模鍛。
- 按鍛件有無飛邊，分為開式鍛造與閉式鍛造。
- 增質式3D列印的鍛造
- 高速精密溫、熱模鍛機

鍛造成型達到淨成型鍛造，使銅鍛件成形後，僅需少量加工或不再加工，並具有精確的外形、高的尺寸精度、形位精度和好的表面粗糙度的高優質鍛件。達到高效率、縮短開發時程及省料省成本之目標。

## 外部連結
- 鍛造的概念
- 鍛造技術及種類
- 3D技術突破首創金屬鍛件 （页面存档备份，存于）